# 2,4,6-Trichloroanisole
Le 2,4,6-trichloro-anisole ou TCA a pour formule C6H2-Cl3-O-CH3, où les Cl sont en position 2,4 et 6 sur le noyau benzénique. La présence de ce produit, responsable du goût de bouchon défectueux, communique aux vins une odeur désagréable qui se caractérise par une odeur de cave humide, de carton mouillé, de moisi, de liège. Il peut être synthétisé sous l'action de moisissures à partir des chlorophénols. Ces chlorophénols, formés à partir de molécules issues du chlore, peuvent provenir des écorces d'arbres pollués par des insecticides, de l'air, de produits chlorés d'hygiène (comme la vaisselle vinaire), de produits de traitement du bois présent dans les locaux (charpente, palettes). Ces molécules se concentrent dans les matériaux poreux (liège du bouchon, carton d'emballage des bouteilles de vin, etc.).
Il est aussi utilisé comme retardateur de feux dans la plupart des matériaux de construction industriels.
La 2,4,6-trichloroanisole peut être éliminé du liège partiellement par extraction avec vapeur d'eau ou totalement par extraction par un fluide supercritique (CO2 supercritique), ou avec l'application de technologies basées sur la volatilisation (TD3). 
L'anisole, de formule : C6H5-O-CH3, possède une fonction alcoxy (méthoxy-OCH3) très répandue dans des molécules naturelles complexes telles que la lignine, les alcaloïdes et les glucides.